# Anna Diop
Mame-Anna Diop (Dakar, 6 februari 1988) is een Amerikaans actrice, afkomstig uit Senegal.

## Biografie
Diop werd geboren in Senegal, maar verhuisde op zesjarige leeftijd naar de Verenigde Staten. Op 16-jarige leeftijd verhuisde ze naar New York om een carrière in acteren en modellenwerk na te streven. In 2006 maakte ze haar televisiedebuut, waar ze 4 afleveringen te zien was in de televisieserie Everybody Hates Chris. In de daaropvolgende jaren speelde ze kleine rolletjes in Lincoln Heights, Whitney en Touch. Diop had in 2013 een eerste rol in een speelfilm, The Moment. In 2015 speelde Diop als Rose Arvale in de kortstondige bovennatuurlijke dramaserie The Messengers. Later dat jaar verscheen ze in de thrillerserie Quantico en kreeg ze een terugkerende rol in Oprah's dramaserie Greenleaf. In 2017 was Diop een vaste waarde in de serie 24: Legacy. In de DC Universum-superheldenserie Titans speelt Diop de buitenaardse prinses en heldin Starfire. In 2018 werd Diop gecast in de horrorfilm Us, geregisseerd door Jordan Peele en in 2022 verkreeg ze de hoofdrol in de horrorfilm Nanny van Nikyatu Jusu.